# Ernst Morgenthaler
Pour les articles homonymes, voir Morgenthaler.
Ernst Morgenthaler, né le 11 décembre 1887 à Kleindietwil et mort le 7 septembre 1962 à Zurich, est un peintre suisse.
Il est représentant important de la peinture figurative suisse.

## Biographie

### Origines et famille
Ernst Morgenthaler naît le 11 décembre 1887 à Kleindietwil, dans le canton de Berne. Il est originaire d'Ursenbach, dans le même arrondissement administratif.
Son père est le conseiller-exécutif radical Niklaus Christian Morgenthaler ; sa mère est née Barbara Wittwer. Le psychiatre Walter Morgenthaler et le professeur Otto Morgenthaler, spécialiste des abeilles, sont ses frères aînés.
Il épouse la créatrice de poupées Sasha von Sinner, rencontrée lors de son séjour chez Cuno Amiet, en 1916,. Ils ont trois enfants : Niklaus Morgenthaler, né en 1918 et devenu architecte, le neurologue et psychanalyste Fritz Morgenthaler, né en 1919, et une fille.

### Études, parcours professionnel et artistique
Après le gymnase et l'obtention de sa maturité à Berne, où la famille s'installe en 1897 en raison de l'élection du père au gouvernement cantonal, Ernst Morgenthaler s'inscrit à l'École zurichoise de tissage de soie (de). 
Tout d'abord employé de commerce à la soierie Schwarzenbach à Thalwil, mais insatisfait de sa situation, il se tourne vers la musique et, surtout, le dessin. Ses caricatures sont rapidement publiées par le Nebelspalter. 
Il étudie en 1912 la peinture à l'École d'arts appliqués de Zurich, où il est élève d'Eduard Stiefel (de), et à Berlin auprès de Fritz Burger (de), mais ces études le laissent sur sa faim. Grâce à un oncle, il séjourne en 1914 chez le peintre Cuno Amiet à Oschwand (commune d'Ochlenberg/Seeberg), où il acquiert la technique de la peinture à l'huile,.  
En 1915, il fréquente l'école de peinture de Heinrich Knirr à Munich et rencontre Paul Klee. Il vit à Genève à partir de 1916, puis à Hellsau et Oberhofen am Thunersee, dans le canton de Berne, à Zurich, dans le quartier de Wollishofen, et enfin, à partir de 1923 à Küsnacht, dans le même canton. 
Après avoir habité à Meudon, près de Paris, de 1928 à 1931, il revient s'établir à Zurich, dans le quartier de Höngg (de), où il ouvre un atelier. Il fait plusieurs grands voyages avec sa femme. 

### Style
Ernst Morgenthaler est un représentant important de la peinture figurative suisse. Ses tableaux expriment avant tout de la poésie, mais montrent aussi une exécution souvent proche de l'esquisse. 

### Mandat
Il est président de la Commission fédérale des beaux-arts de 1951 à 1953.

### Mort
Il meurt le 7 septembre 1962 à Zurich, à l'âge de 74 ans.